# Maria Luisa Righini Bonelli
Maria Luisa Righini Bonelli, née le 11 novembre 1917 à Pesaro et morte le 18 décembre 1981 à Florence, est une historienne de la science, professeure d'histoire des sciences à l'université de Florence et directrice du Musée et Institut de l'histoire de la science de Florence, aujourd'hui Museo Galileo.

## Biographie
Maria Luisa Righini Bonelli naît à Pesaro du général Luigi Bonelli et de Adele Giamperoli. La famille déménage bientôt à Florence, où, sous la guide de Mario Caselli, Maria Luisa fait ses études en langue et littérature espagnole, discipline qu'elle enseigne ensuite de 1948 à 1968 au département de sciences politiques de l'université de Florence.
C'est la rencontre avec Andrea Corsini qui marque la naissance de son intérêt pour l'histoire des sciences et de la muséologie scientifique. Celui-ci, avec le physicien Antonio Garbasso, le prince Piero Ginori Conti et Giovanni Poggi, avait rassemblé, pendant les années 1920, les collections d'instruments scientifiques des Médicis et des Lorraine, exposés pour la première fois lors de la Prima Esposizione Nazionale di Storia della Scienza (Première Exposition Nationale de l'Histoire de la Science) de 1929, puis transférés en 1930 à l'Institut et Musée de l'histoire de la science de Florence.
Pendant la période de direction de Corsini, Maria Luisa Righini Bonelli commence son travail au Musée pour gérer la restauration et la réorganisation des collections après la guerre. Elle continue en tant que conservatrice et publie en 1952 le catalogue de l'exposition de 1929, puis l'édition critique du patrimoine du Musée en 1954, dans le but de décrire et de valoriser les objets des collections scientifiques. Toujours en 1954, elle est nommée inspecteur honoraire pour la recherche et la conservation des documents historiques des sciences et de la technologie de la province de Florence. Cette charge est bientôt étendue à la Toscane, puis à l'Italie entière. C'est pendant cette période qu'elle commence à tisser des liens avec les principaux chercheurs, savants et institutions de l'histoire des sciences, participant et organisant, entre autres, le huitième Congrès International de l'histoire des sciences de 1956.
En 1961 elle succède à Corsini à la direction du Musée et son travail transforme l'Institut en un centre de recherches de renommée internationale, organisant en 1964 «Galileo nella storia e nella filosofia della scienza» (Galilée dans l'histoire et dans la philosophie des sciences) et en 1969 «Scienza e tecnica in Leonardo da Vinci» (Science et technique en Léonard de Vinci). Sa formation humaniste se traduit dans son activité muséographique, mettant en valeur la signification historique et culturelle des collections et leur fonction didactique et de divulgation.
En 1966, lors de l'inondation de Florence, le Musée qui occupe à l'époque le sous-sol et le rez-de-chaussée de Palazzo Castellani est durement endommagé par les eaux boueuses de l'Arno. À cette occasion, Maria Luisa Righini Bonetti non seulement intervient immédiatement pour sauver les instruments les plus importants, s'aventurant sur la corniche qui unit le Palazzo aux Offices, ce qui en fait l'un des symboles dans la presse de la réaction des florentins face à l'inondation; mais  elle peut aussi grâce à ses contacts internationaux procéder à la restauration des collections endommagées, réorganiser le Musée en moins d'un an et relancer ses activités de recherche.
Tout en étant directrice du Musée, Righini Bonelli n'arrête jamais d'enseigner et d'étudier. À partir de 1972, elle enseigne l'histoire des sciences à l'université de Camerino, établissant lors de ses cours un lien très étroit entre enseignement et recherche : elle s'occupe de valoriser et de préserver les collections techniques et scientifiques locales, dont les œuvres de Eustachio Divini et Sanseverino Marche.
Atteinte d'une grave maladie, elle meurt à Florence en 1981.

## Hommages et honneurs
Maria Luisa Righini Bonelli fut présidente de l'International Union of the History and Philosophy of Science (IUHPS), membre de l'Académie internationale d’histoire des sciences, membre de la Commissione per l’inventario mondiale degli apparecchi scientifici di interesse storico (Commission pour l'inventaire mondial des appareils scientifiques d'intérêt historique) et conseillère du Dictionary of scientific biography pour l'Italie. Righini Bonelli a aussi assuré des fonctions de consultante scientifique en de nombreux pays : États-Unis, Allemagne, Mexique, Liban, Pérou, Australie, etc.
Elle reçoit en 1967 la Medaglia d’oro per la scuola la cultura e l’arte della Repubblica Italiana (Médaille d'or pour l'école et l'art de la République Italienne) et la Sarton Medal en 1979.
En 1983, l'Institut et Musée de l'histoire de la science créé une bourse d'études internationale à son nom pour l'étude de l'histoire des instruments scientifiques.

## Publications
L'activité d'édition de Maria Luisa Righini Bonetti est imposante : plus d'une centaine d'œuvres, l'édition de la « Rivista di storia delle scienze mediche e naturali » (Revue d'histoire des sciences médicales et naturelles) de 1943 à 1956 et de « Physis: rivista di storia della scienza » (Physis: revue d'histoire de la science), qu'elle crée en 1958 avec Vasco Ronchi. En 1976, elle fonde et devient directrice de la revue internationale « Annali dell’istituto e museo di storia della scienza » (Annales de l'institut et musée de l'histoire de la science).
Suit une liste d'ouvrages publiés par Maria Luisa Righini Bonelli (non exhaustive)
- (it) Maria Luisa Bonelli, Due lettere inedite di Giuseppe Giusti, Firenze, Le Monnier, 1947
- (it) Istituto e Museo di storia delle scienze ( a cura di), 1ª Esposizione nazionale di storia delle scienze, Firenze, maggio-ottobre: catalogo con aggiornamenti,1952, Firenze, L.S. Olschki, 1952
- (it) Maria Luisa Bonelli, L'Istituto e Museo di storia della scienza di Firenze, Firenze, Poligrafico toscano, 1953
- (it) Maria Luisa Bonelli, Gli strumenti superstiti dell'Accademia del Cimento, Pisa, Domus Galilaeana, 1958
- (it) Maria Luisa Bonelli ( a cura di), I globi di Vincenzo Coronelli, Firenze, L.S.Olschki, 1960
- (it) Maria Luisa Bonelli, Il Museo di storia della scienza di Firenze, Firenze, L.S.Olschki, 1960
- (it) Maria Luisa Bonelli (a cura di), Mostra di documenti e cimeli galileiani, Firenze, G. Barbèra, 1964
- (it) Maria Luisa Righini Bonelli (a cura di), Il Museo di storia della scienza a Firenze, Milano, Electa, 1968
- (it) G. Di Pietro, M.L.Righini Bonelli (a cura di), Catalogo della biblioteca mediceo-lorenese, Firenze, L.S.Olschki, 1970
- (it) M.C. Cantù, M.L. Righini Bonelli (a cura di), Gli strumenti antichi al Museo di storia della scienza di Firenze, Firenze, Arnaud, 1973
- (it) Maria Luisa Righini Bonelli, Vita di Galileo, Firenze, Nardini, 1974
- (it) M.C. Cantù, M.L. Righini Bonelli, Accademia del Cimento, Firenze, Nardini, 1974
- (en) M.L. Righini Bonelli, William R. Shea (a cura di), Reason, experiment and mysticism in the scientific revolution, New York, Science history publications, 1975
- (it) Leonardo da Vinci, Maria Luisa Righini Bonelli (a cura di), Le Macchine, Firenze, Giunti Nardini, 1977
- (en) M.L. Righini Bonelli, W.R. Shea, Galileo's Florentine residences, Firenze, Istituto e Museo di storia della scienza, 1979
- (en) M.L. Righini Bonelli, Albert Van Helden, Divini and Campani: a forgotten chapter in the history of the Accademia del Cimento, Firenze, Istituto e Museo di storia della scienza, 1981